# Тіссо
Tissot (укр. Тіссо) — марка швейцарських годинників. Компанія була заснована у місті Ле-Локль, кантон Невшатель, Швейцарія, Шарль-Фелісьеном Тіссо і його сином Шарль-Емілем Тіссо в 1853 році.

## Історія

### Початок
Тіссо був заснований в 1853 році Шарль-Фелісьеном Тіссо і його сином Шарль-Емілем в містечку Ле-Локль. Спочатку компанія називалася «Шарль Тіссо і син» і була невеликою майстернею, куди приходили місцеві фермери, щоб отримати роботу в зимовий період, і використовували цю пору року для виробництва годинників.[джерело?]
В 1858 році Шарль-Еміль відправився в Росію, де успішно продавав кишенькові годинники і з 1866 року Tissot стає офіційним постачальником годинників Російського Імператорського двору. 1858 рік можна вважати початком просування марки за межі кордонів Швейцарії.[джерело?]

### Omega
В 1930 році Tissot об'єднався з Omega SA.[джерело?]

### Swatch
Tissot є дочірньою компанією Swatch Group з 1983 року, найбільшим виробником і дистриб'ютором годинників у світі. Після приєднання до Swatch, Tissot все ще базується в Ле-Локлі, Швейцарії та продається в 160 країнах світу. Годинники Tissot в даний час класифікуються компанією Swatch Group як «ринок середнього класу».[джерело?]

## Девіз і гасло
Девіз/гасло компанії Tissot — «Innovators by Tradition» («Новатори за традицією»).

## Сьогодні
Tissot є офіційним хронометристом на чемпіонаті світу з велоспорту, мотоциклу, фехтування та хокею на льоду. Tissot також був ключовим спонсором команд Формули-1, Lotus, Renault і Sauber. Спочатку ручні секундоміри були достатніми для надання офіційних таймінгів, проте сьогодні Tissot працює з різними спортивними органами для розробки систем для отримання більш точних часових рамок для конкретних подій. Наприклад, у змаганнях на велосипеді датчики розміщуються на велосипедах і доріжці, які потім з'єднуються комп'ютерами, щоб забезпечити таймінги треків і дані про продуктивність.[джерело?]
Tissot також оприлюднила свою нову всесвітню кампанію «Tissot, This is Your Time», яка резонує з усіма, хто її бачить.[джерело?]

### Спонсорство
Tissot є офіційним хронометристом для великої кількості великих видів спорту, включаючи MotoGP, хокей на льоду, велосипедний спорт, Міжнародна федерація баскетболу (FIBA), чемпіонат світу з фехтування, Національна баскетбольна асоціація жінок, протягом багатьох років. Це означає, що Tissot несе відповідальність за фактичне визначення часу кожного з цих видів спорту. Tissot спонсорував національну збірну Швейцарії, Китайську баскетбольну асоціацію та інші події, команди та організації, пов'язані з баскетболом.[джерело?]

## Нагороди
З моменту заснування компанія бере участь в різних виставках, що так само додає популярності:
- 1883 — Tissot отримує диплом в Цюриху[джерело?]
- 1889 — присуджено Великий приз в категорії «Годинники» на Всесвітній виставці в Парижі[джерело?]
- 1896 — золота медаль в Женеві[джерело?]
- 1900 — Великий приз Паризької годинникової індустрії[джерело?]
- 1906 — присуджено II приз «Observatoire Cantonal» за точність хронометрів[джерело?]

## Колекції годинників Tissot
- Touch Collection — інноваційний годинник з тактильним сенсорним сапфіровим склом і безліччю функцій.[джерело?]
- T-Sport — спортивна колекція. Містить в собі як чоловічі, так і жіночі годинники. Деякі моделі присвячені певним видам спорту або змагань, наприклад лімітовані серії T-Race (мотоспорт) або SEASTAR 1000 (дайвінг).[джерело?]
- T-Trend — годинник з сучасним дизайном, в основному жіночі. Для прикраси моделей використовується перламутр і діаманти (Tissot Lovely).[джерело?]
- T-Classic — класичні чоловічі та жіночі механічні та кварцові годинники. Модель Le Locle стала міжнародним бестселером з моменту випуску.[джерело?]
- Heritage — лімітована серія, репліки старих моделей Tissot, випущена з нагоди 150-річчя компанії.[джерело?]
- T-Pocket — кишенькові годинники і годинники-підвіски.[джерело?]
- Luxury automatic — годинник преміум-класу.[джерело?]

### Галерея

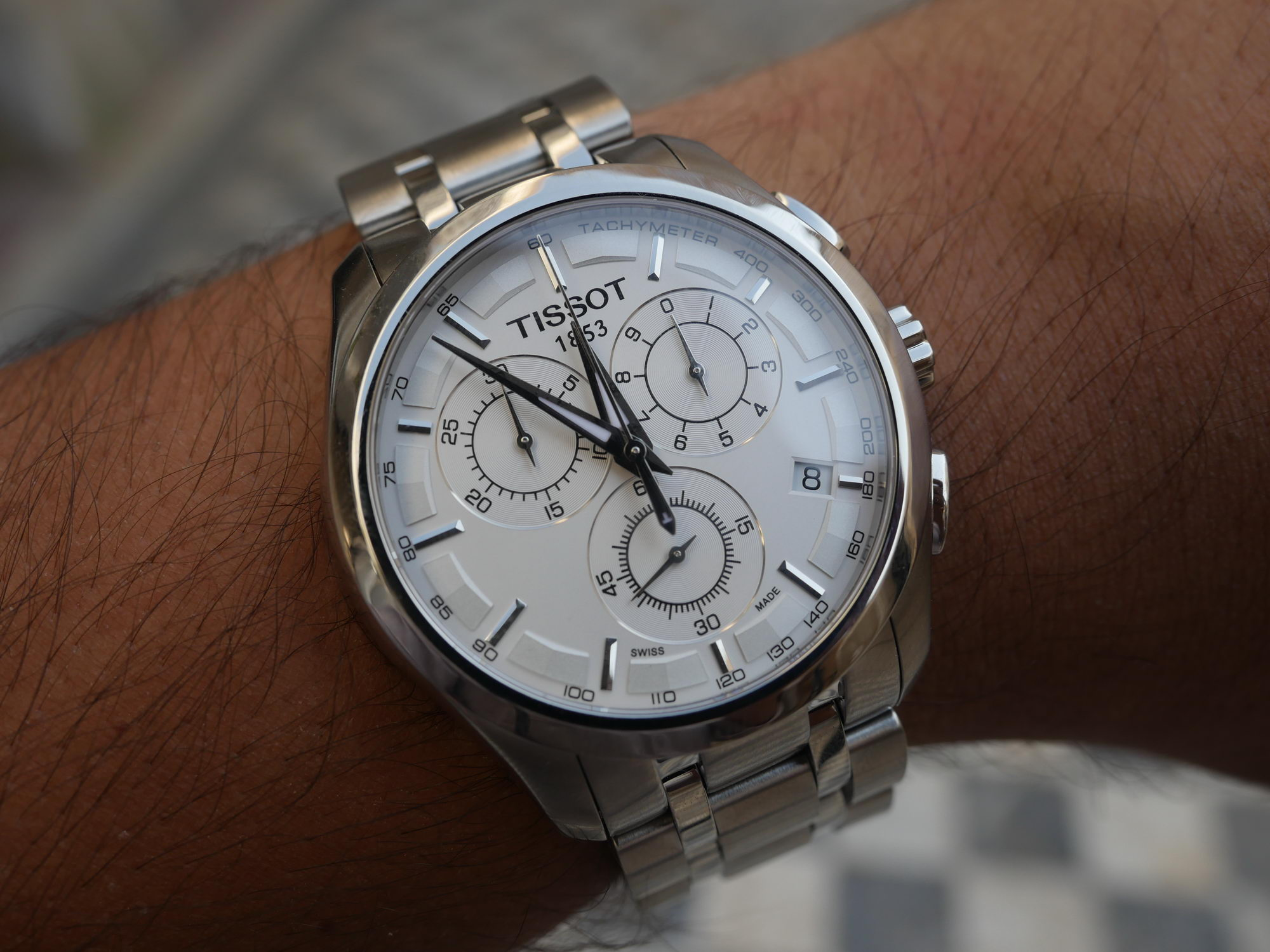
Tissot Couturier
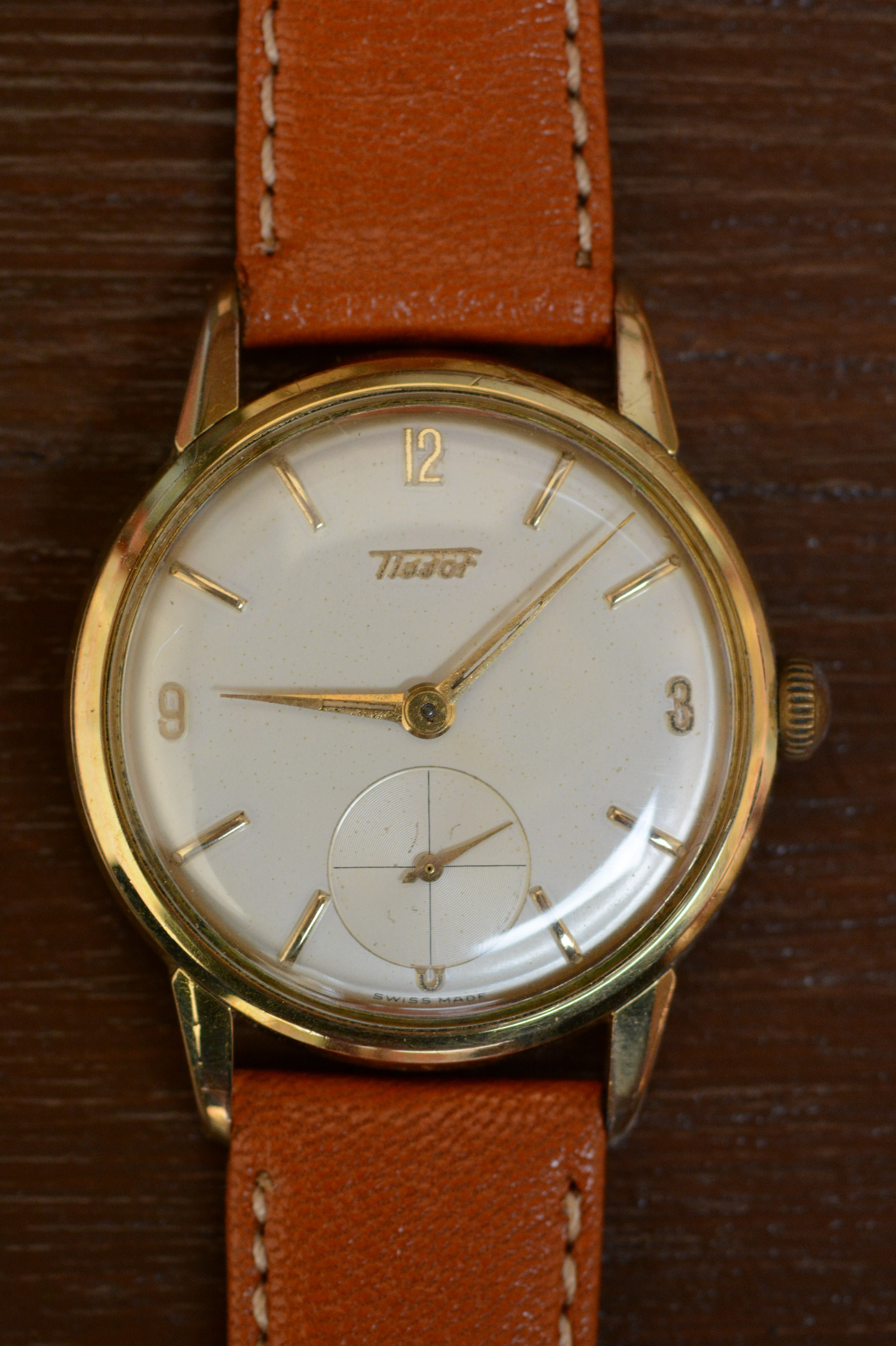
Tissot 1958
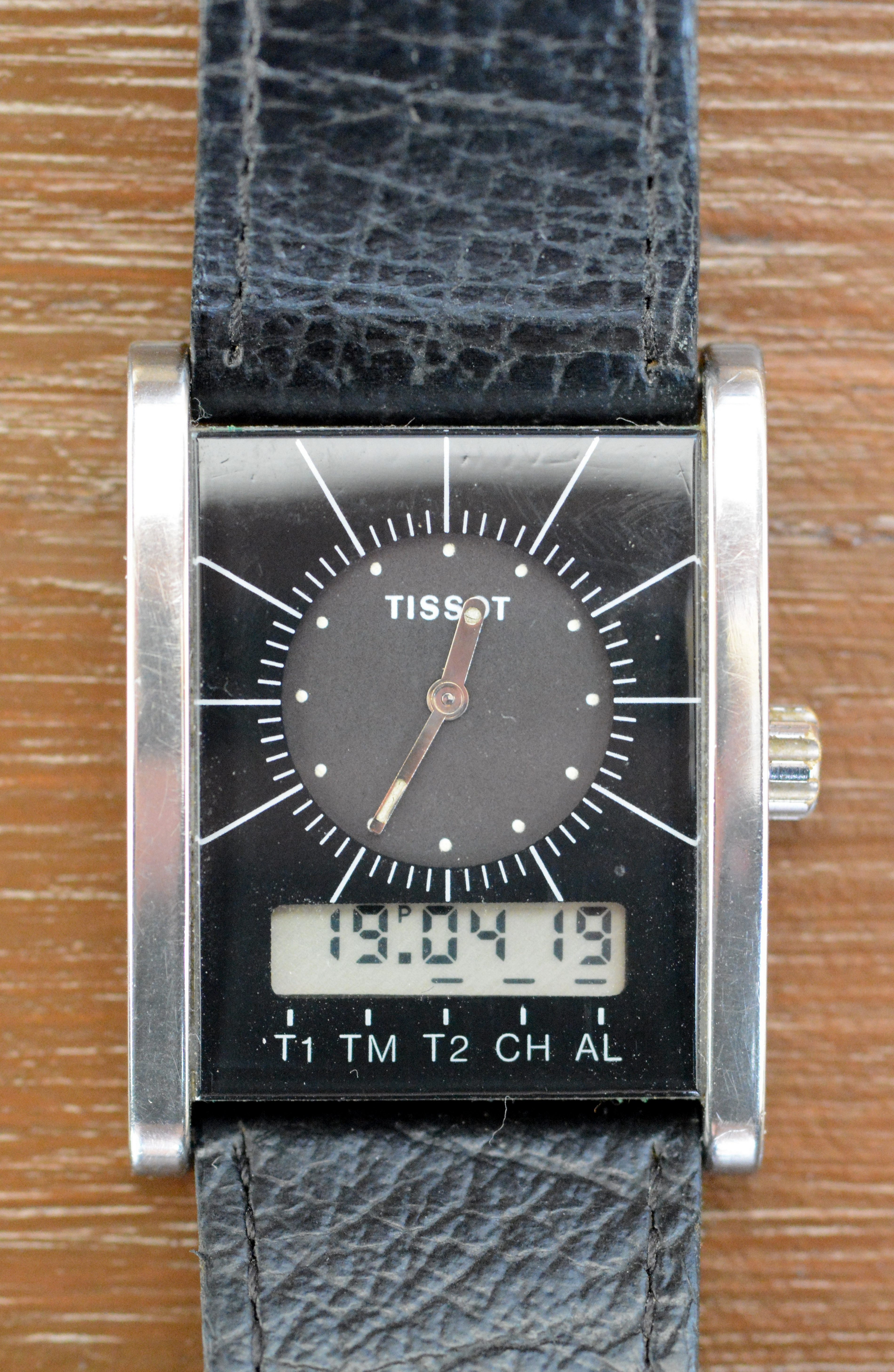
Tissot Twotimer, 1990
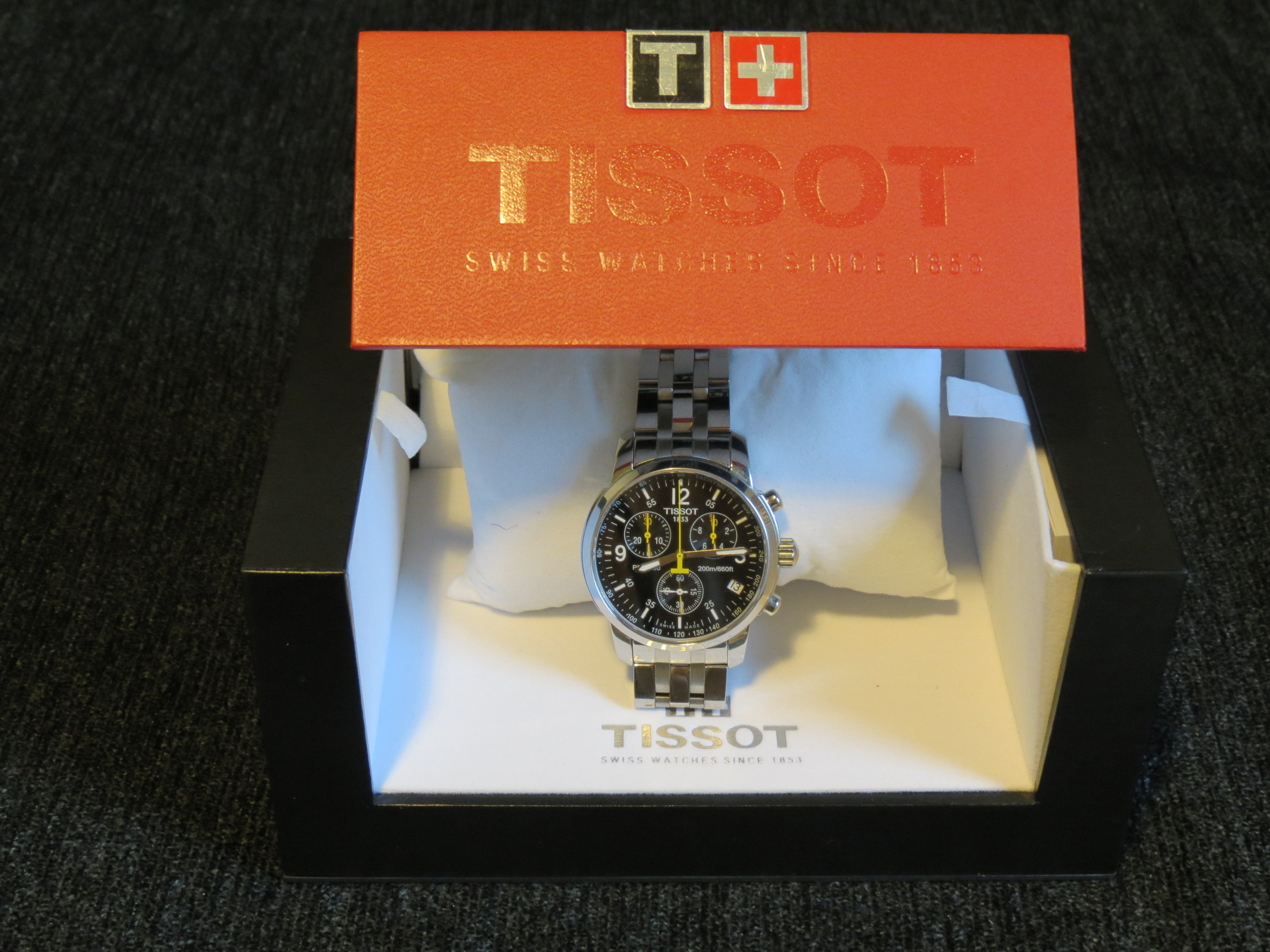
Tissot PRC 200 (T17.1.586.52)
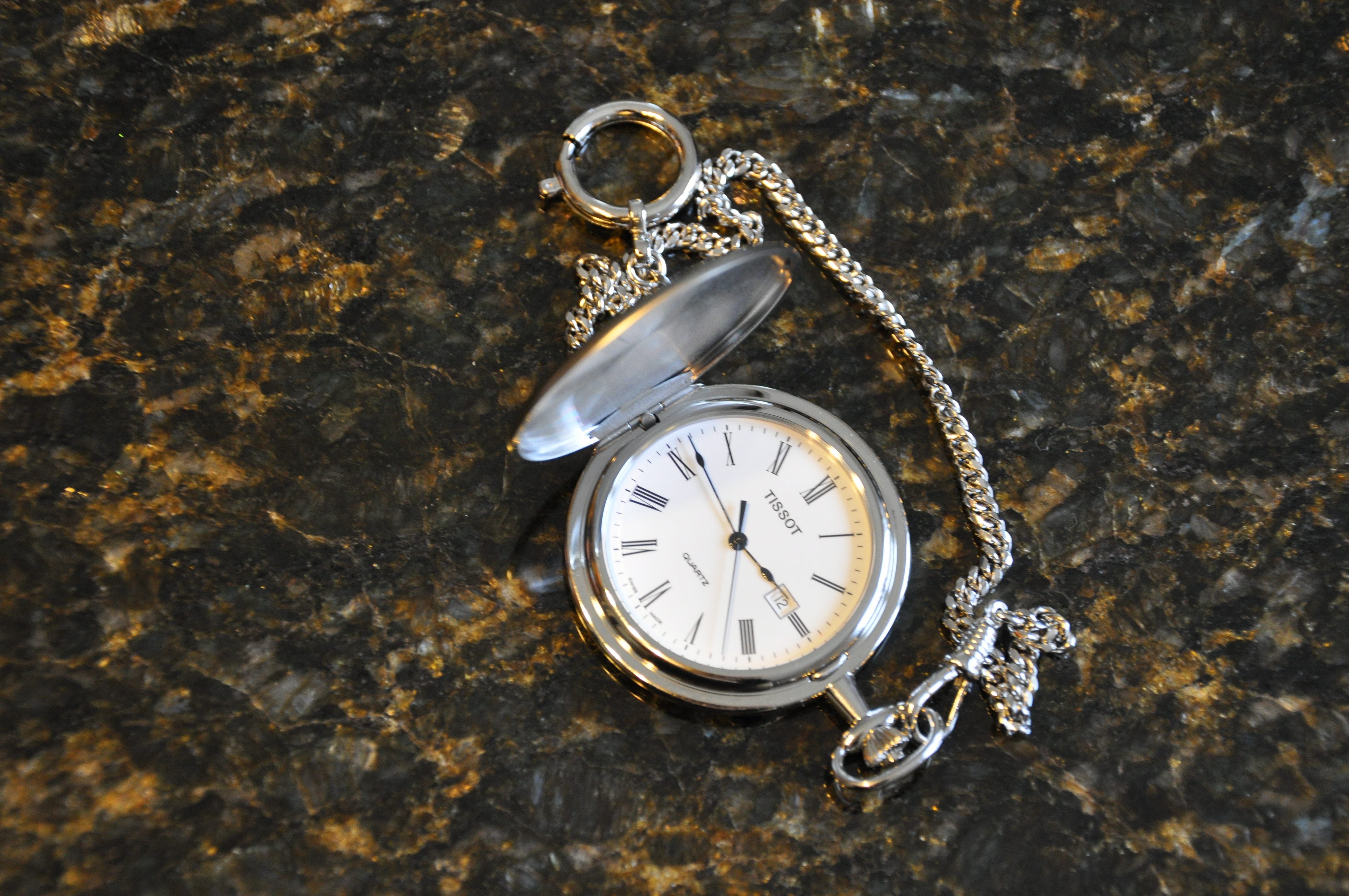
Кишеньковий годинник Tissot, відкрита кришка